# モンバッチョ山
モンバッチョ山（モンバッチョさん、スペイン語: Mombacho）は、ニカラグアのグラナダ市の近郊にある成層火山である。標高は1,344 m。モンバッチョ火山自然保護区は78カ所あるニカラグアの保護区の1つである。モンバッチョ山は活火山であるが最後の噴火は1570年に起きた。それ以前の噴火の歴史的な知見は無い。
火山の高山地帯は雲霧林や丈の低い木の森が広がり、火山に純粋な動植物の固有種が生息している。火山はますます人気のある観光名所になっており、ニカラグア湖やグラナダの市街地のすばらしい景色を見ることができる。山には2つのハイキングコースがあり、メインの火口を一周する適度なコースと、ガイドが先導しなければならないエル・プーマと呼ばれるもうひとつの難しいコースがある。より難度の高いコースは丈の低い木の森のいくつかの様相を確認するための唯一の方法である。 そのトレイルはほとんど完全な45度の傾斜で約2マイルの急な下り坂である。
モンバッチョ山の周辺には700種類以上の植物が天然記念物に登録されている。多くのラン科の種がそれに含まれる。

## ギャラリー

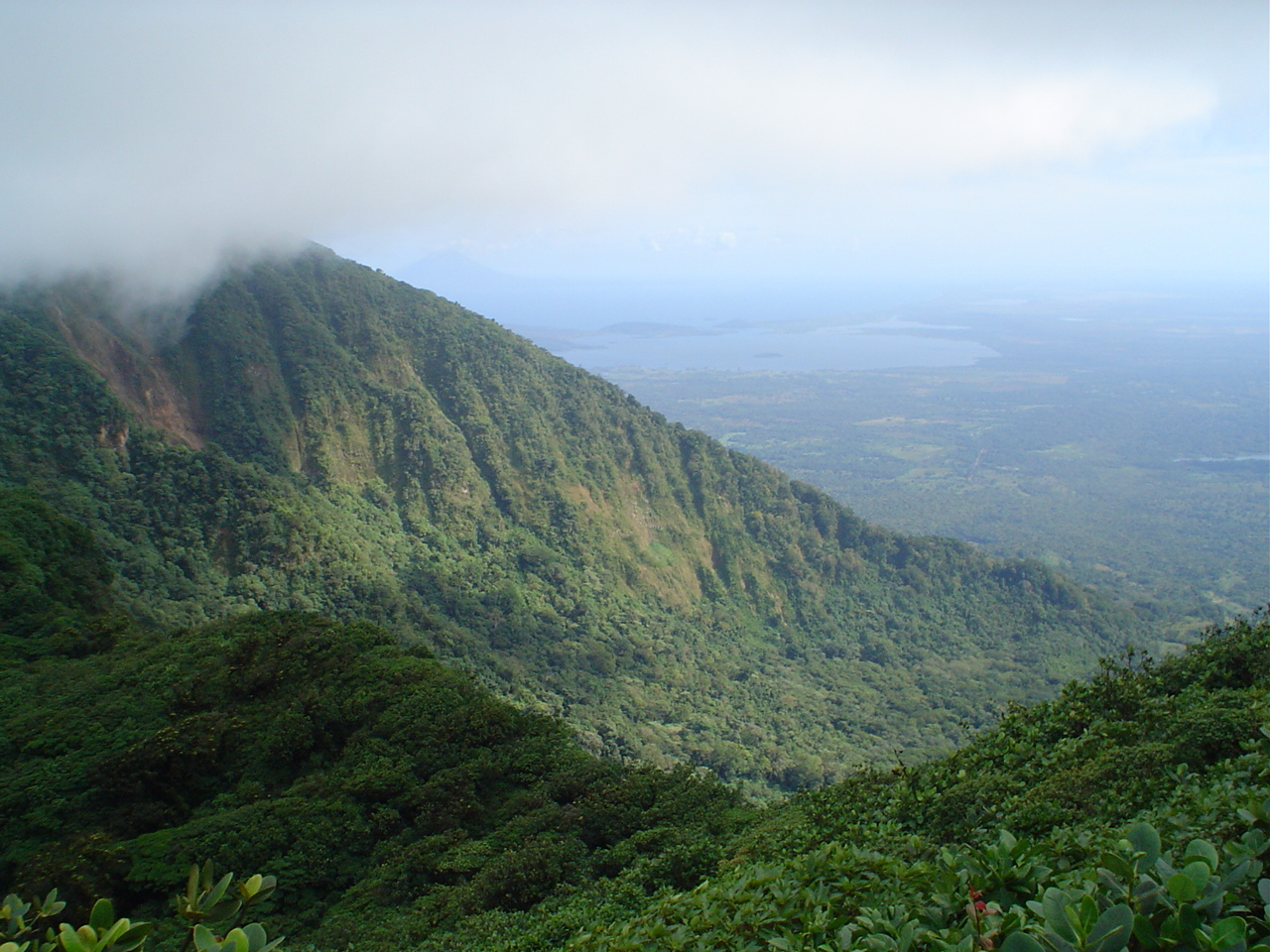
山の斜面
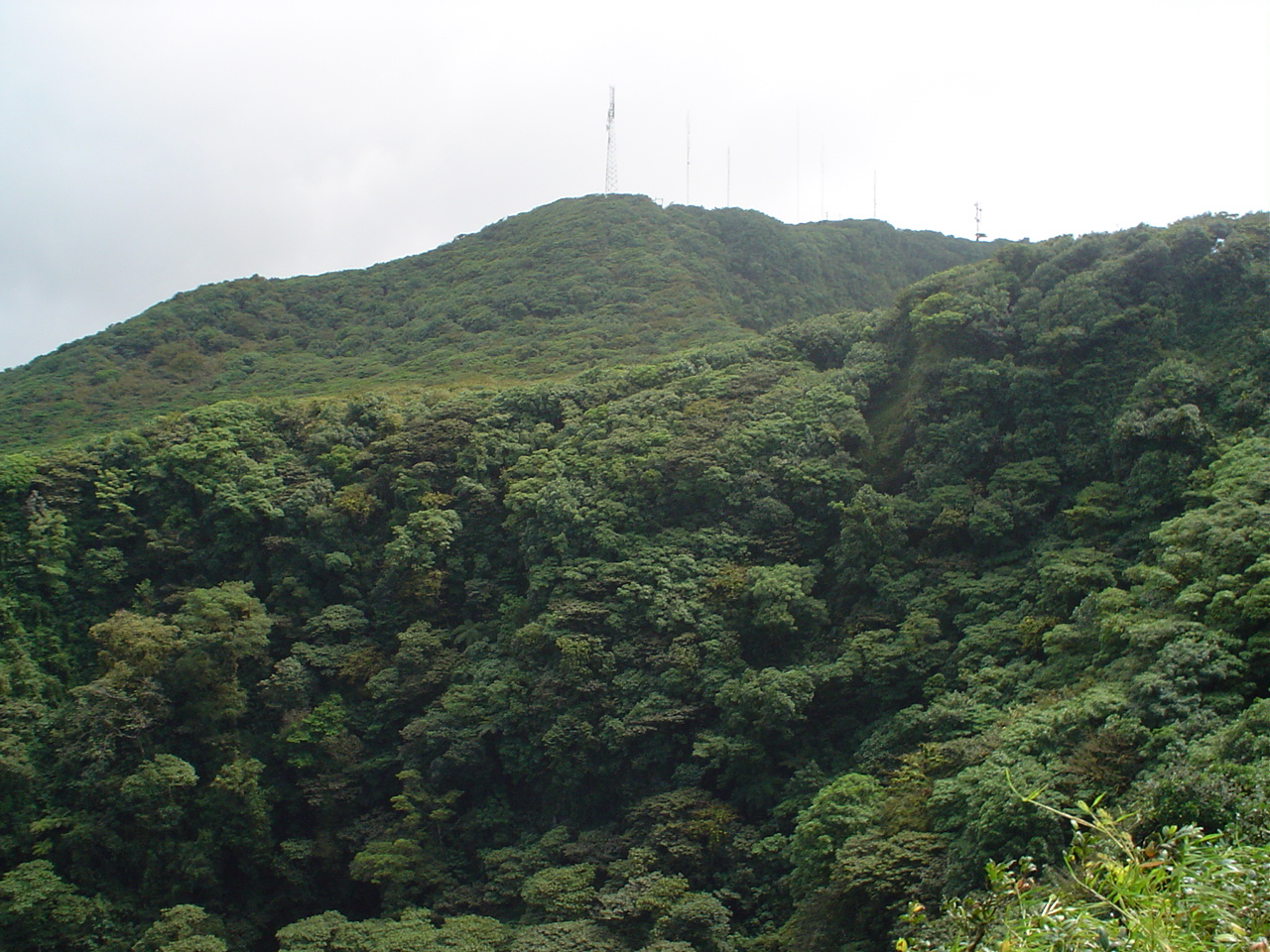
火口
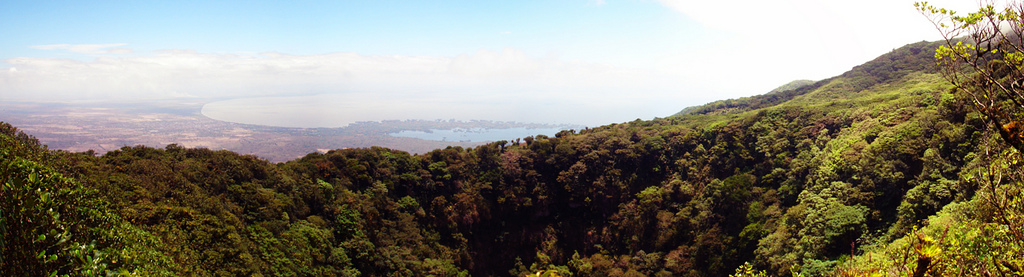
モンバッチョ山で撮影されたパノラマ
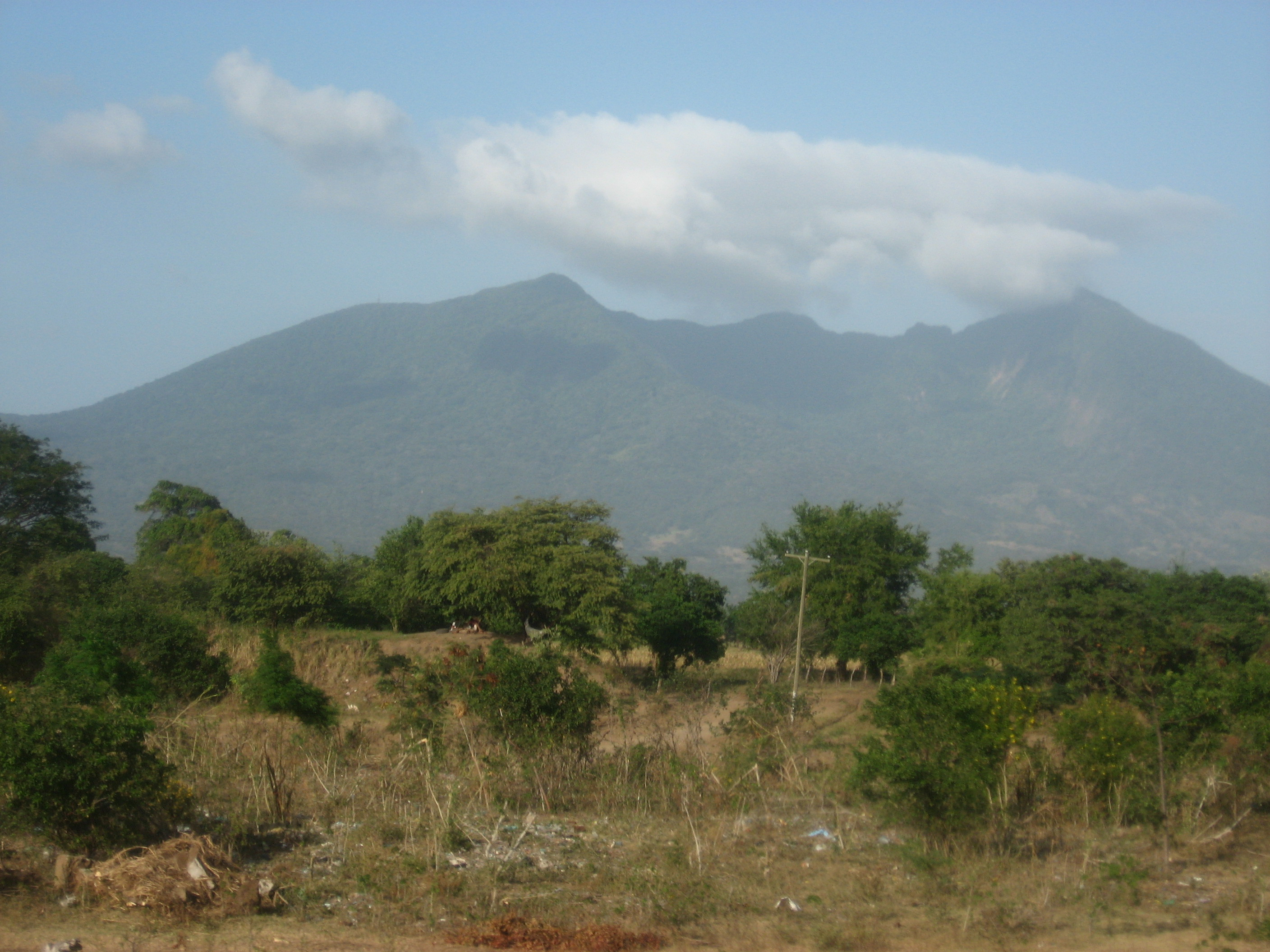
モンバッチョ山の遠景